# Костойчинова къща
Костойчиновата къща (на македонска литературна норма: Куќа на Костојчиновци) е късновъзрожденска къща в село Вевчани, Република Македония. Сградата е обявена за значимо културно наследство на Република Македония.

## История
Къщата е строена от 1880 до 1890 година като семеен дом на градителското семейство Костойчиновци, работещи като печалбари най-често из Влашко.

## Архитектура
Къщата се състои от приземие и кат. Приземието и стената на чардака са каменни с дървени кушаци за изравняване. Къщата е затворена в приземието, но всички стаи и чардакът на етажа са отворени към улицата. Приземието е използвано като зимна кухня. Етажът е еркерно издаден и подпрян с колонада на предната южна фасада към улицата, а на запад към сокака е подпрян с дървени косници. Той е изграден с дървена паянтова конструкция с пълнеж от глина, измазана с кал със слама. Стената на западната страна е от цяла тухла. Двете помещения на етажа и чардакът се използвали в летния период. Покривната конструкция е дървена с керемиди върху дъсчено платно.